# Спиртуозность виски
Спиртуо́зность ви́ски (англ. alcohol content) — характеристика, отражающая в процентном отношении содержание спиртовых соединений в напитке. Чем выше данный показатель, тем более крепким является виски. Однако, под воздействием аэрации (взаимодействие напитка с воздухом), происходит «сглаживание» спиртуозности. По вкусовым характеристикам напиток становится более мягким. Выдержанному виски всегда необходимо дать «подышать» сразу после разлива в бокал (стакан) для полноты раскрытия всей вкусовой гаммы и аромата напитка.

## Процесс созревания
В зерновом виски дистиллированный спирт начинает свой «жизненный цикл» при крепости более 90 %. В солодовом этот показатель чуть более 70 %, но при этом он снижается до 63-68 % для оптимального созревания в дубовых бочках. При разливе в бочки сырого дистиллята крепость начинает медленно снижаться по мере испарения спирта и созревания будущего напитка в целом. После процесса созревания в напиток добавляется деминерализованная вода, чтобы получить конечную желаемую крепость перед розливом в бутылки. После бутилированния виски с прекращением процесса созревания прекращается и процесс потери крепости.
Шотландский виски должен быть разлит в бутылки с минимальной крепостью 40 %, и это стандартная крепость для большинства купажированных виски, хотя в последние годы некоторые премиальные дистиллерии стремятся приблизить этот показатель к 43 % и даже выше. Односолодовый виски, как правило, разливают в бутылки с более высокой крепостью или с «бочковой крепостью», что, по своей сути, означает факт отсутствия разбавления водой в конце периода созревания.
Сырой дистиллят практически всегда разливается в бочки с крепостью 63,5 %. В процессе созревания показатель содержания алкоголя снижается на 0,5-1 % в год. Поскольку каждая бочка производится из натуральных материалов (древесины), а на каждом производстве при хранении разный микроклимат, то и на выходе в каждой бочке получается разное количество спирта. Это объясняет разную крепость розливов из бочек, залитых в одно и тоже время на одной и той же вискикурне. Иногда приводятся цифры снижения спирта, доходящие до 2 % в год, но эти более высокие показатели включают в себя также потерю жидкости, в которую входит испаряющаяся вода.

## Определение и регулировка крепости спирта
В первые годы производства спирта не было инструментов для точного измерения содержания алкоголя в готовом продукте. Однако потребители должны были знать, насколько крепким был виски, прежде чем покупать его. В 16 веке винокуры разработали метод, при котором виски смешивали с гранулами пороха и поджигали. Если при этом пламя было ярким, это означало, что в виски было больше алкоголя. Если пламя было голубоватым или слабым, это указывало на недостаточную крепость виски. Взорвавшаяся смесь указывала на то, что спирт сверхстойкий и слишком крепкий.
На данный момент виски разливается в бутылки с разным процентным содержанием алкоголя, но по закону стран-производителей минимум должен составлять 40 %. Указание процентного соотношения на этикетках с алкогольными напитками отображает объём алкоголя, содержащегося в жидкости. Также допускается измерение в процентах, которое осуществляется по весу, в зависимости от объема (% vol.).
На Диком Западе регулярно подавали лёгкий виски крепостью от 15 до 25 %. Виски в то временя разбавляли до крепости, схожей с крепостью вина.
Во время Первой мировой войны максимальная крепость розлива была временно снижена до 37,2 %.
На текущий момент виски с меньшим, чем 40 % содержанием алкоголя, носит официальное название ликёр из виски (англ. Whiskey Liqueur), который обладает такими свойствами, как дешевизна готового продукта и «лёгкость». Это прежде всего обуславливалось тем, что при разбавлении виски получается на выходе больше готового продукта из одной бочки.

## Измерение спиртосодержания
Для измерения спиртуозности используется ареометр или в более простом исполнении спиртометр в условиях производства виски. На каждой вискикурне есть термостат, который представляет собой поплавковую панель, показывающую плотность жидкости. Поскольку плотность зависит от температуры, значение плотности необходимо корректировать в соответствии с заданной температурой. Таким образом можно измерить точное содержание спирта.

## Холодная фильтрация
Тенденция разлива солода при крепости 46 %, которая была начата Ардбегом (Ardbeg) и в последующем подхвачена Бруйхладдихом (Bruichladdich), в последнее время встречается значительно чаще. Это объясняется тем, что созревший виски содержит растворенные вещества (конгенеры), которые вызывают помутнение, если виски охлаждают или разбавляют водой. Так как одним из вариантов употребления виски является смешивание со льдом, то возможно появляется так называемой «молочной дымки», которая в большинстве случаев через некоторое время и под воздействием роста температуры снова рассеивается.
Иногда наблюдается легкая чёрная дымка. Это остаток древесного угля, полученного путем обжига бочек. В бочках из-под хереса также в течение нескольких лет откладывается мелкий коричневый осадок от вина.
Для предотвращения жалоб потребителей, многие производители использовали холодную фильтрацию практически всех сортов виски перед розливом. При охлаждении до 4 °C твердые вкрапления образуют мелкие частицы и могут быть достаточно хорошо экстрагированы с помощью многослойных бумажных и кизельгуровых фильтров.
В начале 2000-х годов появилась тенденция производить виски без холодной фильтрации. Это давало возможность исключить один из дорогостоящих этапов обработки и в то же время акцентировать внимание потребителей на натуральности продукта. Но так как необходимость принимать контрмеры против помутнения виски при охлаждении осталась, решалась проблема увеличением содержания спирта до 46 %. Таким образом, ароматические вещества остаются растворенными, а виски остается прозрачным даже при значительном охлаждении.
В конечном итоге предпочтения потребителей определяют крепость виски:
- для экономии налога на процентное содержание алкоголя (в странах где он применяется) более выгодным является приобретение виски с содержанием 40 %;
- для тех, кому важна аутентичность без прохождения напитком холодной фильтрации, на рынке присутствуют виски с более высоким содержанием алкоголя;
- также есть возможность приобретения виски бочковой крепости (около 57 %), с последующим разбавлением под личные вкусовые предпочтения[7]

## Влияние содержания алкоголя на вкус
При более высокой крепости появляется возможность ощутить во вкусе виски насыщенные горькие специи, дополненные мягкими нотами, такими как миндаль, ваниль и странный привкус дымного Лапсанг сушонга, а также классическими древесными аккордами сосны и смолы, дополненные некоторыми цветочными и фруктовыми нотами.
Более низкие крепости, как правило, демонстрируют более сладкие качества, но стоит помнить, что чем выше крепость алкоголя, тем больше содержание сахара в спирте.
Перед наполнением бочек разбавление, скорее всего, даст более сладкий, чистый спирт с горьковатым дубовым оттенком. Разбавление же после розлива в бутылки может уменьшить некоторые из сахарных привкусов и имеет небольшой риск появления мыльных привкусов.